# 弗朗切斯科·安东纳齐
弗朗切斯科·安东纳齐（義大利語：Francesco Antonazzi，1924年5月6日—1995年2月25日），意大利男子足球运动员，司职后卫。他曾入选1948年夏季奥林匹克运动会意大利男子足球队名单，但并未上场参赛。